# Tipula (Eumicrotipula) backstromi
Tipula (Eumicrotipula) backstromi is een tweevleugelige uit de familie langpootmuggen (Tipulidae). De soort komt voor in het Neotropisch gebied.